# HD195147
HD195147 — хімічно пекулярна зоря спектрального класу F1, що має видиму зоряну величину в смузі V приблизно  7,2.
Вона  розташована на відстані близько 540,0 світлових років від Сонця.

## Пекулярний хімічний склад
Зоряна атмосфера HD195147 має підвищений вміст 
Si
.